# جوزيف جاي سادوفسكي
جوزيف جاي سادوفسكي (بالإنجليزية: Joseph J. Sadowski)‏ هو عسكري أمريكي، ولد في 8 ديسمبر 1917 في بيرث أمبوي في الولايات المتحدة، وتوفي في 14 سبتمبر 1944 في Valhey ‏ في فرنسا.